# Frydhuber
Frydhuber (Friedhuber) – herb szlachecki.

## Opis herbu
Na tarczy dwudzielnej w pas w polu pierwszym złotym o wysokości 1/3 tarczy – połuorzeł czarny; w drugim błękitnym, na zielonej murawie trójszczytowa góra srebrna z otworem kopalni pod szczytem środkowym, obramowanym złotem i z trzynastoma sosnami na szczytach. W prawym klejnocie orzeł czarny, labry czarne, podbite złotem; w lewym między dwiema trąbami na pół srebrnymi i błękitnymi widok jak w polu drugim. Labry błękitne, podbite złotem.

## Najwcześniejsze wzmianki
Nadany w 1794 Antoniemu Friedhuberowi urzędnikowi kopalni w Wieliczce, wraz z II stopniem szlachectwa (tytuł "Ritter") i predykatem "von Grubenthal".

## Herbowni
Jedna rodzina herbownych (herb własny):
Friedhuber von Grubenthal